# Westertimke
Westertimke is een gemeente in de Duitse deelstaat Nedersaksen. De gemeente maakt deel uit van de Samtgemeinde Tarmstedt in het Landkreis Rotenburg (Wümme).
Westertimke telt 422 inwoners.
Een kilometer ten zuidwesten van Westertimke stond ten tijde van het Derde Rijk, met name gedurende de Tweede Wereldoorlog, een kamp voor krijgsgevangenen. Organisatorisch was dit een onderdeel van Kamp Sandbostel. Vooral zeelieden hebben hier gevangen gezeten. Van 1952-1961 was hier een noodopvangkamp voor uit de DDR gevluchte jongeren (overwegend meisjes en jonge vrouwen) gevestigd; daarna diende het terrein enige tientallen jaren als kazerne van de luchtmacht van de Bundeswehr, en ten slotte als bedrijventerrein voor lokaal midden- en kleinbedrijf.
Westertimke, voor het eerst als Westertimbeke vermeld in de 14e eeuw, is een oud boerendorp. De agrarische sector is steeds de belangrijkste bron van bestaan in de gemeente gebleven. Sedert 1970 hebben zich hier ook enige als midden- en kleinbedrijf te beschouwen ondernemingen, alsmede woonforensen met een werkkring in omliggende grotere steden gevestigd.
Twee kilometer ten noordwesten van Westertimke is in 1959 ten gerieve van de zweefvliegsport een zweefvliegterrein ingericht. Het beschikt over twee, respectievelijk 850 en 560 meter lange, graspistes, en over een hangar voor stalling van en onderhoud aan zweefvliegtuigjes.
Zie verder onder: Samtgemeinde Tarmstedt.
- Gemeinsame Normdatei: 4477219-1
- Virtual International Authority File: 248714735

Ahausen · 
Alfstedt · 
Anderlingen · 
Basdahl · 
Bötersen · 
Bothel · 
Breddorf · 
Bremervörde · 
Brockel · 
Bülstedt · 
Deinstedt · 
Ebersdorf · 
Elsdorf · 
Farven · 
Fintel · 
Gnarrenburg · 
Groß Meckelsen · 
Gyhum · 
Hamersen · 
Hassendorf · 
Heeslingen · 
Hellwege · 
Helvesiek · 
Hemsbünde · 
Hemslingen · 
Hepstedt · 
Hipstedt · 
Horstedt · 
Kalbe · 
Kirchtimke · 
Kirchwalsede · 
Klein Meckelsen · 
Lauenbrück · 
Lengenbostel · 
Oerel · 
Ostereistedt · 
Reeßum · 
Rhade · 
Rotenburg · 
Sandbostel · 
Scheeßel · 
Seedorf · 
Selsingen · 
Sittensen · 
Sottrum · 
Stemmen · 
Tarmstedt · 
Tiste · 
Vahlde · 
Vierden · 
Visselhövede · 
Vorwerk · 
Westertimke · 
Westerwalsede · 
Wilstedt · 
Wohnste · 
Zeven